# Orde van Verdienste voor de Sport (Madagaskar)
De Orde van Verdienste voor de Sport (Frans: Ordre du Merite Sportif) is een orde van verdienste van de Republiek Madagaskar. Deze orde werd op 26 februari 1960 ingesteld.
De Orde van Verdienste voor de Sport wordt voor verdiensten voor de sport en aan succesvolle atleten uitgereikt. De orde werd in navolging van een Franse ministeriële orde, de Orde van Sportieve Verdienste ingesteld. De op Europese leest geschoeide ridderorde kreeg drie graden en Europees uitgevoerde versierselen. Het zijden lint is lichtgroen met rood-wit-groene bies en het commandeurskruis wordt aan dat lint om de hals gedragen.
Een Officier draagt zijn versiersel aan een lint met rozet in de kleuren van het lint op de linkerborst. Een ridder (Chevalier) draagt zijn versiersel aan een lint zonder rozet op de linkerborst.
Het geëmailleerde kleinood is een gestileerde gouden fakkel met daaromheen drie gouden ringen. Op de fakkel is een driekleurig schild gelegd met de gouden letters RM en MERITE SPORTIF. De versierselen worden zonder verhoging aan het lint gedragen.